# Saint-Germain-la-Poterie
Saint-Germain-la-Poterie é uma comuna francesa na região administrativa de Altos da França, no departamento de Oise. Estende-se por uma área de 6,02 km². Em 2010 a comuna tinha 497 habitantes (densidade: 82,6 hab./km²).